# The Devil's Chair
The Devil's Chair (Brasil: A Cadeira do Diabo ) é um filme de terror produzido no Reino Unido e dirigido por Adam Mason. O filme estreou em 2007 no Festival Internacional de Cinema de Toronto.

## Elenco
- Andrew Howard como Nick West
- Pollyanna Rose como Sammy
- Olivia Hill como enfermeira
- Nadja Brand como Dr. Clairebourne
- Eric M. Breiman como Asylum Clerk
- Gary Mackay como motorista
- David Gant como Dr. Willard
- Louise Griffiths como Melissa
- Elize du Toit como Rachel Fowles
- Matt Berry como Brett Wilson
- Gary MacKay como motorista
- Graham Riddell como demônio